# Anchiacipenser
Anchiacipenser acanthaspis è una specie estinta di pesci ossei appartenente agli Acipenseriformes, descritta nel 2018 sulla base di un esemplare fossile articolato rinvenuto in terreni risalenti al Campaniano (Cretacico superiore) in Alberta, Canada.

## Descrizione
I fossili di storioni sono comunemente rappresentati da elementi isolati come scudi dermici e spine pettorali, ma scheletri articolati sono molto rari nei sedimenti del Cretacico superiore del Nord America. Attualmente, oltre ad Anchiacipenser, sono note solo due altre specie (Priscosturion longipinnis e Protoscaphirhynchus squamosus) basate su scheletri articolati.
L'esemplare di Anchiacipenser acanthaspis è stato scoperto nel giugno del 2016 e conserva il cranio e la metà anteriore (fino a due terzi) del corpo. Tuttavia mancano le pinne pelviche, dorsale, anale e caudale. Le sue caratteristiche morfologiche uniche hann permesso la creazione di un nuovo genere e una nuova specie.

### Caratteristiche diagnostiche
Anchiacipenser si distingue per una combinazione di tratti: ossa craniche dermiche fortemente ornate con creste dritte e ramificate; scudi dorsali di grandi dimensioni, lateralmente espansi e dotati di spine mediane; presenza di un'estesa copertura di piccole scaglie dermiche sui fianchi.

## Classificazione
Anchiacipenser acanthaspis è stato descritto nel 2018 sulla base di un esemplare fossile articolato rinvenuto nella Formazione Dinosaur Park (Campaniano, (Cretacico superiore) all'interno del Dinosaur Provincial Park in Alberta, Canada.
Un'analisi filogenetica ha confermato che il nuovo genere appartiene alla famiglia Acipenseridae, ma le sue relazioni esatte all'interno del clade non sono ancora ben definite.

## Etimologia
Il nome del genere Anchiacipenser deriva dal greco anchi ("vicino") e dalla parola latina acipenser ("storione"), a indicare la posizione filogenetica del genere all'interno degli Acipenseridae. Il nome della specie acanthaspis combina i termini greci acantha ("spina") e aspis ("scudo").